# Csapó Károly (labdarúgó, 1970)
Csapó Károly (Esztergom, 1970. június 15. –) labdarúgó, középpályás, magyar C. válogatott, edző. 2013. nyara óta a Dorogi FC klubigazgatója. A dorogi klub leghűségesebb tagjainak egyike, aki a néhány kisebb megszakítással együtt is több, mint 30 éve szolgálja a Dorogi FC egyesületét.

## Pályafutása

### Labdarúgóként
1977-ben, 7 évesen a Dorogi AC utánpótlás csapatában kezdte pályafutását. Edzői Palotás Imre, Ecker Róbert és Varga János voltak. Gabala Ferenc hozta fel a felnőtt keretbe 1988-ban, azonban játékara nem került sor, mert megkapta a katonai behívót. Így megkezdte sorkatonai szolgálatát, amelyet a Dorog kölcsönjátékosaként a Tatai Honvédnál töltött. A honvéd csapattal bajnoki címet nyert 1989-ben, amellyel az NB III-ba jutottak.
Leszerelését követően visszatért Dorogra, ahol 1990 novemberében, a Budafok elleni NB II-es bajnoki mérkőzésen lépett először pályára. A mérkőzésen 2-0-s dorogi győzelem született. Bár hivatalosan középpályásként szerepelt, azonban igazi univerzális játékos volt, aki a mezőnyben bármilyen poszton egyforma hatékonysággal képes volt ellátni feladatát. Tiszta szerelései, jó fejelőképessége és rúgótechnikáján felül hatalmas, tértölelő partdobásairól volt nevezetes. Az ellenfél 16-osa közeléből történő bedobásai szöglettel felérőek voltak.
Az 1991-es esztendő hozta az első nagyobb sikereket a számára. Előbb a Magyar Kupában a negyeddöntőig jutottak veretlenül, sorra NB I-es ellenfeleket kiejtve, mint a Tatabánya, a Veszprém és a Rába ETO, amikor a Váccal kerültek össze. Mindkét mérkőzés döntetlen hozott, ám a Vác az idegenben lőtt több góljának köszönhetően jutott tovább. A dorogi visszavágón látványos fejesgólt szerzett. Ebben az időben egy rangos nemzetközi kupát nyertek Németországban, majd a bajnokságban is kiválóan szerepeltek és sokáig a végső győzelemre is esélyesek voltak. 1991 őszén liga-mérkőzésen a magyar C. válogatott tagjaként pályára lépett az Olaszország C. válogatottja elleni győztes mérkőzésen. Két egymást követő évben is egyetlen ponttal maradtak le az NB I-be jutás lehetőségétől.
1996 és 1998 között Németországban, az FC Röhlingen csapatában légióskodott, majd visszatért az NB I/B-ben szereplő dorogi csapathoz, amellyel szerencsétlenül kiestek a bajnokság végén. Az 1998-1999-es NB II-es évadban dobogós helyen végeztek, majd a Magyar Kupa Megyei döntőjét nyerték a Tatabánya ellen. A mérkőzésen Kiprich József semlegesítését kapta feladatul, amelyet kiválóan oldott meg. 2000-ben a tavaszi szezont a teljes pénztelenség ellenére becsülettel ő is végigjátszotta úgy, hogy a bajnokság végén csapatával kiharcolta az NB I-be kerülést. A magasabb osztályban sikeresen bennmaradtak. Szerepelt a legendássá vált Ferencváros elleni 2-2-s eredménnyel zárult mérkőzésen 2000. Bányásznapján. A 2000-2001-es NB I/B-s évad tavaszi szezonjában a szintén ebben az osztályban szereplő Pécs igazolta le. 2001 áprilisában már a Pécs játékosaként pályára lépett volt csapata ellen, a gól nélküli döntetlent hozó találkozón. Egyéves pécsi kitérőt követően egy szezon erejéig megfordult Zsámbékon is, majd visszatért anyaegyesületéhez és ott is fejezte be aktív pályafutását 2005-ben.

### Edzőként
Az edzői képesítés megszerzését követően 2005 óta a korosztályos utánpótlás csapatok edzését és versenyeztetését végzi a dorogi klubnál, de tevékenykedett a felnőtt csapatnál is Duró József mellett.

### Klubigazgatóként
2013 nyarán választották meg az új elnök, Mayer László mellé.

## Sikerei, díjai
Valamennyi sikerét játékosként érte el

### Tata
- Bajnoki cím (Megye I. osztály - 1988-1989)

### Dorog
- Bajnoki ezüstérmes (NB II - 1991-1992)
- Bajnoki bronzérmes (NB II - 1998-1999)
- Kvalifikáció az NB I-be (amatőr első osztály) jutáshoz (1999-2000)
- Kétszeres Magyar Kupa Megyei Kupa-győztes (1990, 1999)
- Pünkösd Kupa-győztes (Németország, 1991)
- Szuper Kupa-győztes (Nemzetközi teremkupa - 1993)
- Egyszeres magyar C. válogatott (1991)
- Háromszoros Fair Play-díjas (1991, 1992, 1993)

### Pécs
- Bajnoki bronzérmes (NB I/B - 2000-2001)

## Érdekességek
- Komárom-Esztergom megye másik leghíresebb csapatában, a Tatabányában is játszott egy neves Csapó Károly, akikkel csak névrokonok. Pályafutásuk során az 1992-1993-as bajnoki évben kerültek szembe egymással. A tatabányai Csapó, a megyeszékhely csapatának vezetőedzőjeként, a dorogi Csapó pedig a Dorogi Bányász játékosaként szerepelt a megyei rangadón. A párharcból mindkétszer a dorogi játékos került ki győztesen, ráadásként mindkét találkozón gólt is szerzett. Mindkét alkalommal 5 gól esett, ahol az ő góljai zárták a mérkőzést. Tatabányán a 3-2-s, majd Dorogon a 4-1-s mérkőzésen egyaránt.
- Az 1970-es években játszott Dorogon Csapó Zsigmond, de csak névrokonságról volt szó.
- Pályafutásának legemlékezetesebb gólját a Dorog-Balatonlelle 4-0-s bajnoki meccsen szerezte. Egy hosszú átívelést a balösszekötő helyéről dropból bombázta a léc alá.

## Családja
Neves és közismert dorogi családból származik. Édesapja, id. Csapó Károly okleveles bányamérnök, fejlesztő, a Dorogi Szénbányák műszaki vezérigazgató-helyettese és bányamentő. Édesanyja, Lick Alexandra pedagógus, a dorogi Petőfi iskola tanára. Idősebb testvére, dr. Csapó Csaba történész, egyetemi adjunktus. Szintén a rokonságába tartozik Csapó Árpád, a Dorogi AC egykori válogatott-kerettag ökölvívója is, aki Ilku István veje volt. Nős, két gyermek - Erik (1999) és Sára (2002) - édesapja. Fia a Dorogi FC utánpótlás csapatának játékosa. Jelenleg is Dorogon él családjával.